# Rhopalopsole bakeri
Rhopalopsole bakeri is een steenvlieg uit de familie naaldsteenvliegen (Leuctridae). De wetenschappelijke naam van de soort is voor het eerst geldig gepubliceerd in 1975 door Jewett.